# Франклин (город, Миннесота)
Франклин (англ. Franklin) — город в округе Ренвилл, штат Миннесота, США. На площади 2,8 км² (2,8 км² — суша, водоёмов нет), согласно переписи 2002 года, проживают 498 человек. Плотность населения составляет 177 чел./км².
- Телефонный код города — 507
- Почтовый индекс — 55333
- FIPS-код города — 27-22364[1]
- GNIS-идентификатор — 0643885[2]